# Euphaedra maxima
Euphaedra maxima is een vlinder uit de onderfamilie Limenitidinae van de familie Nymphalidae. De wetenschappelijke naam van de soort is voor het eerst geldig gepubliceerd in 1920 door William Jacob Holland.